# Guaymallén
Guaymallén je město nacházející se v provincii Mendoza v Argentině. Leží v severní části provincie Mendoza a západní části země. Je předměstím města Mendoza a tvoří tak součást tzv. Metropolitní oblasti Mendoza (Gran Mendoza). Při sčítání lidu v roce 2010 mělo město 252 618 obyvatel. Město bylo formálně založeno v roce 1858, kdy došlo k územní reorganizaci oblasti, přičemž jedno z území bylo pojmenováno Guaymallén.